# Regions d'Anglaterra

Regions d'Anglaterra

Les regions d'Anglaterra són el nivell més alt de subdivisió nacional utilitzat pel govern central del Regne Unit. Entre 1994 i 2011, les nou regions tenien un paper administratiu en la implementació de la política del govern del Regne Unit i com a zones cobertes per (la majoria indirectament òrgans electius (elected bodies). Estan definits com a regions de primer nivell en l'estadística dins la Unió Europea.
La regió de Londres confronta amb la zona adminstratva del Gran Londres (Greater London), la qual té un alcalde (Mayor of London) elegit directament i una assemblea (London Assembly). Les altres vuit regions tenen cadascuna una Junta Local d'autoritats administratives (Local authority leaders' board), les quals tenen poders limitats i funcions delegades pels departaments del Govern Central, els seus membres són designats pels òrgans del Govern Local d'Anglaterra. Aquests òrgans substitueixen indirectament les Assemblees Regionals d'Anglaterra que van ser establertes l'any 1994 i que van emprendre una sèrie de coordinació grups de pressió (Lobby), control i funcions de planificació estratègica fins que van ser abolits.
Cada regió també té una oficina governamental (Government Office) amb algunes responsabilitats en la política de coordinació, i de 2007 a 2010, cadascuna també tenia el seu propi temps parcial amb el ministre regional dins del Govern. El 2009 la casa dels comuns (House of Commons of the United Kingdom) establí la llista dels comités regionals per a cadascuna de les regions fora de Londres. Aquests comitès van deixar d'existir el 12 d'abril de 2010 arran de la dissolució, en aquella data, del Parlament Britànic i no van ser restablerts. Tampoc van ser reassignats ministres regionals amb el nou Parlament elegit i les oficines governamentals van ser abolides l'any 2011.

## Història
Algun temps després de l'any 500, una heptarquia dividia Anglaterra en territoris que coincidien aproximadament amb les modernes regions. Durant el protectorat d'Oliver Cromwell en la dècada de 1650, també es crearen regions de mida similar.
L'any 1912 lamb a Tercera Llei d'Autonomia (Home Rule Act 1914) que pretenia donar un parlament a Irlanda també hi va haver demandes de donar estructures similars d'autinomia a Gran Bretanya. Winston Churchill va proposar 10 o 12 parlaments regionals per la Gran Bretanya. La creació d eparlaments regionals mai va ser una política oficial però es van fer diversos esquemes de divisió regional d'Anglaterra 

## Regions i zones administratives, 1994-2011
l'abril de 1994 el govern de John Major creà un conjunt d'oficines governamentals per Anglaterra i amb la victòria del Partit Laborista de 1997 el govern creà Agències de Desenvolupament Regional.
El Tractat de Maastricht  impulsà la creació de fronteres regionals per la selecció dels memebres del Comitè de les regions de la Unió Europea: Gal·les, Escòcia i Irlanda del Nord cadascuna constituïen una regió, però Anglaterra tenia la major part de la població i una posterior divisió semblava necessària. Primer es van fer 10 regions angleses Merseyside originàriament era una regió, però el 1998 es va fusionar amb la regió de North West England creant les nou regions actuals.

### Llista de les regions
1. East Midlands
2. East of England
3. Greater London
4. North East England
5. North West England
6. South East England
7. South West England
8. West Midlands
9. Yorkshire and the Humber